# Karel Čapek
Karel Čapek (Malé Svatonovice, Bohèmia 9 de gener de 1890 - Praga 25 de desembre de 1938) fou un escriptor, intel·lectual, periodista, dramaturg i traductor. Primer President del PEN Club txecoslovac. L'any 1935 H.G. Wells el proposà com a president del PEN Club Internacional (càrrec que ell no acceptà), aquell mateix any participà en el Congrés Internacional d'Escriptors celebrat a París. El seu valor literari va ser reconegut internacionalment i se'l proposà set vegades com a candidat al Premi Nobel de Literatura. També fou un important patriota txecoslovac, amic de Tomáš Garrigue Masaryk (president de la Primera República de Txecoslovàquia). Es casà amb l'actriu teatral i escriptora Olga Scheinpflugová.

## Biografia
L'any 1915 es va llicenciar a la Facultat de Filosofia de la Universitat Carolina de Praga. Fins al 1917 escriví obres amb el seu germà Josef, després n'escriví de pròpies. Entre 1921 i 1923 va ser President del Teatre Vinohrady de Praga. És autor d'al·legories que, amb elements de ciència-ficció, presenten una humanitat hostilitzada per les seves pròpies creacions, producte d'una ambició desmesurada. A Krakatit imaginà un cas d'aplicació tecnològica d'efectes imprevisibles i catastròfics, i amb La guerra de les salamandres una sàtira política de to apocalíptic. En la mateixa línia s'ha de situar l'obra R.U.R. (Rossum's Universal Robots), a la qual encunyà la paraula robot. El protagonista crea unes criatures mecàniques a imatge i semblança dels éssers humans per a utilitzar-les de mà d'obra barata, però un altre personatge, un psicòleg, els confereix ànima i es rebel·len contra els humans.
Més endavant, les seves novel·les són de caràcter filosòfic, centrades en els conceptes d'identitat, el conflicte entre l'individu i el món, i en el sentit contradictori i ambigu de la noció de realitat.

## Obres
- R.U.R. (Rossum's Universal Robots) (1920)[7]
- Ze života hmyzu (De la vida dels insectes, 1921, amb el seu germà Josef)
- Továrna na Absolutno (La fàbrica de l'absolut, 1922)
- Věc Makropulos (L'afer Makropulos, 1922)
- Krakatit (1924)
- Povídky z jedné kapsy (Contes d'una butxaca, 1929)
- Kniha apokryfů (Contes apòcrifs, 1932, 2a edició 1945. Traduït al català per Montse Tutusaus com a Apòcrifs, Males Herbes, 2023)
- Hordubal (1933)
- Povětroň (El meteor', 1934)
- Obyčejný život (Una vida en comú, 1934)
- Válka s mloky (La guerra de les salamandres, 1936) Traducció de Núria Mirabet i Cucala
- Bílá nemoc (La pesta blanca, 1937)
- Matka (La mare, 1938)
- Hovory s T.G.Masarykem (Converses amb T.G.Masaryk, 1928-35).